# بروبيوفينون
بروبيوفينون هو مركب عضوي من مجموعة كيتونات الأريل له الصيغة الكيميائية C9H10O، ويكون على شكل سائل عديم اللون.

## التحضير
يحضر بروبيوفينون من تفاعل فريدل-كرافتس بين حمض البروبيونيك والبنزين. كما بحضر تجارياً من تفاعل تحضير الكيتون بين حمض البنزويك والبروبيونيك فوق أسيتات الكالسيوم والألومينا عند درجات حرارة تتراوح بين 450 - 550 °س.
C6H5CO2H + CH3CH2CO2H  →  C6H5C(O)CH2CH3 + CO2 + H2O

## الخصائص
يكون بروبيوفينون على شكل سائل عديم اللون وقليل الانحلالية في الماء، لكنه يمتزج مع باقي المذيبات العضوية.

## الاستخدامات
ينتج البروبيوفينون كمركب وسطي أثناء تحضير المركبات العضوية والمنتجات الصيدلانية.
يستخدم في تحضير الإفيدرين، بالإضافة إلى مشتقات البروبيوفينون مثل كاثينون وميتاكاثينون Methcathinone.